# ماكسويل تايلور دافنبورت
ماكسويل تايلور دافنبورت (بالإنجليزية: Maxwell Davenport Taylor) (26 أغسطس 1901 - 19 أبريل 1987) كان جنرالًا بأربع نجوم في جيش الولايات المتحدة ودبلوماسي من منتصف القرن العشرين شغل منصب الرئيس الخامس لهيئة الاركان المشتركة بعد تعيينه من قبل الرئيس جون كينيدي هو والد المؤرخ العسكري والمؤلف توماس هابر تايلور.

## روابط خارجية
- ماكسويل تايلور دافنبورت على موقع IMDb (الإنجليزية)
- ماكسويل تايلور دافنبورت على موقع الموسوعة البريطانية (الإنجليزية)
- ماكسويل تايلور دافنبورت على موقع مونزينجر (الألمانية)
- ماكسويل تايلور دافنبورت على موقع إن إن دي بي (الإنجليزية)
- ماكسويل تايلور دافنبورت على موقع قاعدة بيانات الفيلم (الإنجليزية)

- General Maxwell Taylor, Official Army Bio نسخة محفوظة 14 فبراير 2021 على موقع واي باك مشين. in Commanding Generals and Chiefs of Staff a publication of the مركز التاريخ العسكري لجيش الولايات المتحدة
- Film Footage of General Maxwell Taylor being sworn in as Chairman of the Joint Chiefs of Staff نسخة محفوظة 8 أغسطس 2014 على موقع واي باك مشين. at History in Pieces
- General Maxwell Taylor, Official Joint Chiefs of Staff Bio in pdf format
- General Maxwell Taylor's Orders for South Vietnam from JFK نسخة محفوظة 5 نوفمبر 2013 at Archive.is Shapell Manuscript Foundation
- Interview with Maxwell D. Taylor, 1979 (Part 1 of 4), WGBH Media Library & Archives.
- Maxwell Davenport Taylor, General, United States Army نسخة محفوظة 15 أبريل 2021 على موقع واي باك مشين. at Arlington National Cemetery Website